# Cristea Avram
a nu se confunda cu  etnologul și lingvistul Avram Cristea (1945-2012)
Cristea Avram (n. 28 august 1931, București, România – d. 10 ianuarie 1989, Roma, Italia) a fost un actor român.

## Biografie
Cristea Avram s-a născut la 28 sau 31 august 1931 la București. În 1958 a absolvit Institutul de Artă Teatrală și Cinematografică din București. A jucat în mai multe filme românești în anii 1960. S-a mutat la sfârșitul anilor '60 în Franța unde a apărut în mai multe filme, după ce o echipa de cineaști francezi, cu regizorul Henri Colpi în frunte și având-o în componență pe actrița Marina Vlady, a sosit în România pentru a filma Steaua fără nume (Mona, l'étoile sans nom). Între Marina Vlady și Cristea Avram s-a înfiripat o poveste de dragoste, astfel că artista odată întoarsă în Franța a solicitat autorităților române permisiunea ca acesta să primească viza de Franța. 
A decedat la 10 ianuarie 1989 în Italia, ca urmare a bolii de cancer.

### Viața privată
A fost căsătorit cu actrița Olga Tudorache, cu care a avut un fiu, Alexandru Avram, stabilit în Statele Unite ale Americii.

## Distincții
- Ordinul Muncii clasa a III-a (10 august 1964) „pentru merite deosebite în opera de construire a socialismului, cu prilejul celei de a XX-a aniversări a eliberării patriei”[2]

## Filmografie
- 1960 Darclée, regia Mihai Iacob
- 1960 Poveste sentimentală, regia Iulian Mihu
- 1961 Nu vreau să mă însor, regia Manole Marcus
- 1964 Anotimpuri, regia Savel Știopul
- 1965 De-aș fi... Harap Alb, regia Ion Popescu-Gopo : Spânul
- 1966 Steaua fără nume (Mona, l'étoile sans nom), regia Henri Colpi
- 1967 Zodia Fecioarei, regia Manole Marcus : Lut
- 1968 Manon 70
- 1969 Le temps de vivre
- 1969 Delitto al circolo del tennis
- 1971 Hannie Caulder
- 1971 Il sole nella pelle
- 1971 Reazione a catena[3]  : Frank Ventura
- 1971 W Django!
- 1971 Varietés, regia Juan Antonio Bardem
- 1972 I senza Dio
- 1972  Rivelazioni di un maniaco sessuale al capo della squadra mobile
- 1973  Fuori uno sotto un altro arriva il passatore
- 1973 Cuore (Cuore), regia Romano Scavolini
- 1973  Number one
- 1973  Milano trema - la polizia vuole giustizia
- Servo suo  (1973)
- I figli di nessuno  (1974)
- El amor empieza a medianoche  (1974)
- L'assassino ha riservato nove poltrone  (1974)
- Il giudice e la minorenne  (1974)
- L'ossessa  (1974) : Mario
- Il pavone nero  (1975)
- Stangata in famiglia  (1976)
- Sfida sul fondo  (1976)
- Emanuelle nera: Orient reportage  (1976)
- La malavita attacca. La polizia risponde.  (1977)
- California  (1977)
- 1978  Il commissario di ferro , regia Stelvio Massi
- 1978  La profezia
- 1978  Il commissario Verrazzano , regia Francesco Prosperi
- L'étrange monsieur Duvallier (1979) (serial TV)
- Sette uomini d'oro nello spazio  (1980) ... Shawn
- La ripetente fa l'occhietto al preside  (1980)
- Teste di quoio  (1981)
- Giochi erotici nella 3a galassia  (1981)
- Vai avanti tu che mi vien da ridere  (1982)
- Sogni mostruosamente proibiti  (1982)
- Lo studente  (1983)

## Roluri de teatru
- Antoniu și Cleopatra,  Teatrul Nottara[4]
- Luna dezmoșteniților - James